# Džamija Muslihudina Čekrekčije
Džamija Muslihudina Čekrekčije je druga džamija s kupolom u Sarajevu. Izgrađena je 1526., na prostoru Baščaršije. Džamija ima plitku kupolu, i opasana je dućanima. Sačuvani su dijelovi autentične arabeske.